# Chirothecia soesilae
Chirothecia soesilae là một loài nhện trong họ Salticidae.
Loài này thuộc chi Chirothecia. Chirothecia soesilae được Makhan miêu tả năm 2006.